# Café de la Paix

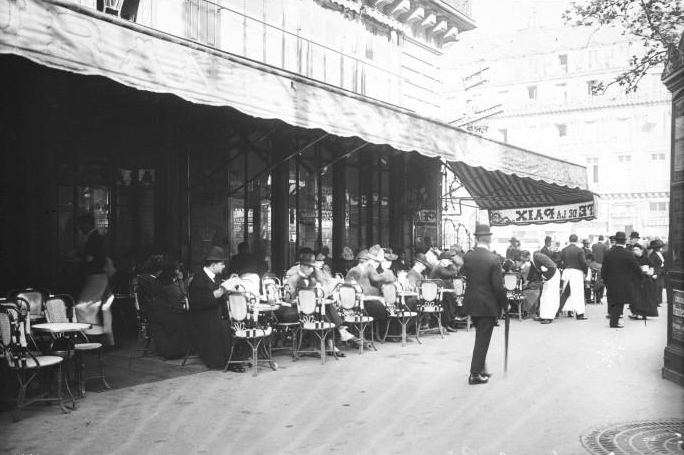
Café de la Paix v roce 1911

Café de la Paix je kavárna v Paříži v 9. obvodu na náměstí Place de l'Opéra na rohu ulice Boulevard des Capucines.

## Historie
Kavárna byla otevřena v roce 1862 jako součást hotelu Grand Hôtel de la Paix. V roce 1896 zde byly organizovány filmové projekce. Od roku 1975 je interiér kavárny chráněn jako historická památka. V roce 2002 byla Café de la Paix rekonstruována.

## Architektura
Kavárna je zařízena ve stylu Napoleona III. v přízemí luxusní budovy postavené během přestavby Paříže, ve které se dnes nachází hotel InterContinental.

## Slavní klienti
Mezi slavné pravidelné hosty na konci 19. století patřili např. Petr Iljič Čajkovskij, Jules Massenet, Émile Zola nebo Guy de Maupassant.